# 曼努埃拉·达阿维拉

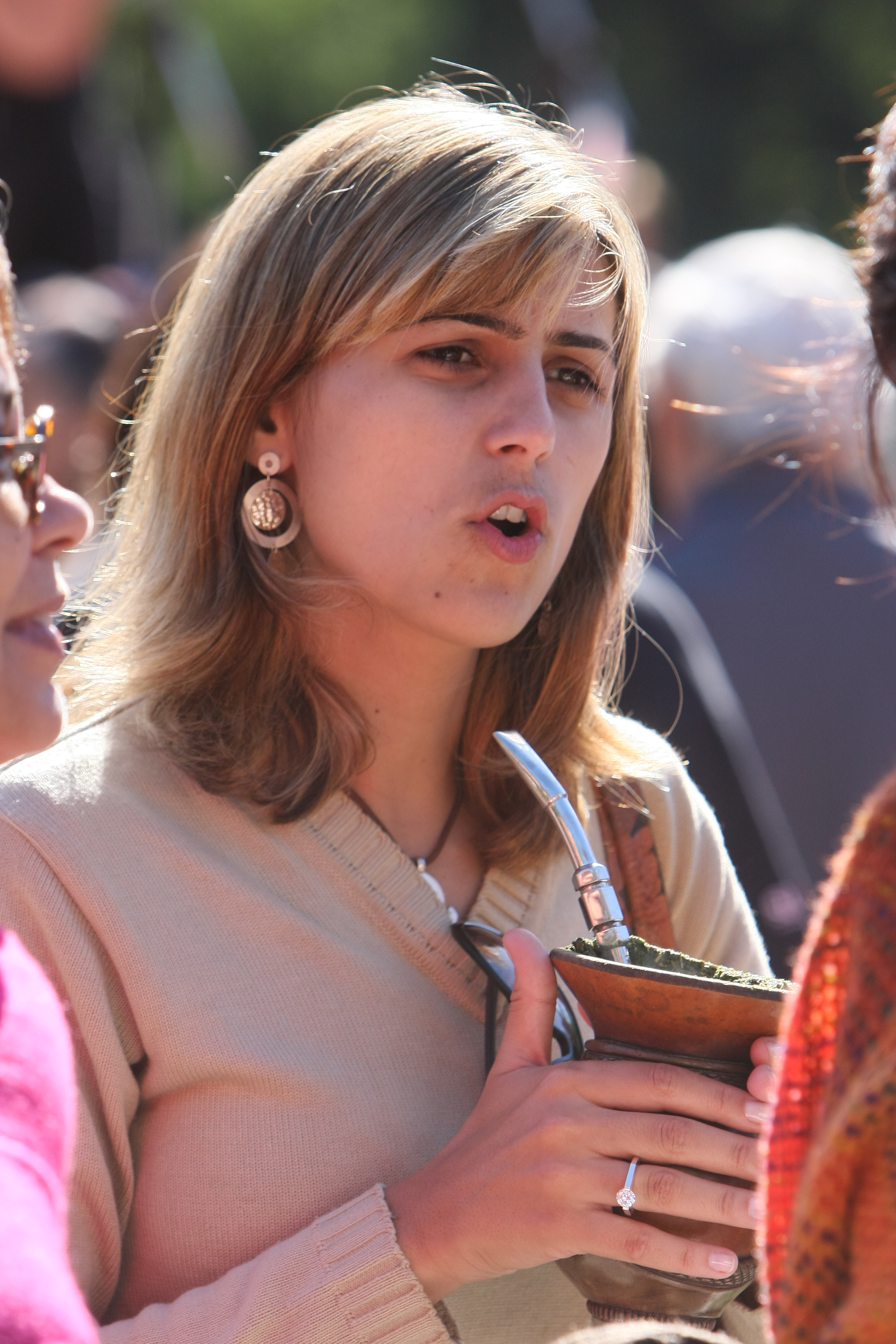
曼努埃拉·达阿维拉，摄于2008年

曼努埃拉·平托·维埃拉·达阿维拉（葡萄牙語：Manuela Pinto Vieira d'Ávila；1981年8月18日—）是巴西的一个新闻工作者和政治家。她是巴西共产党的党员。2007年—2015年，她任代表南里奥格兰德州的联邦众议员；2013年—2015年，兼任众议院中的巴西共产党党团的领袖。2015年—2019年，她任南里奥格兰德州议会议员。
达阿维拉出生于南里奥格兰德州首府阿雷格里港。她16岁时，投身学生政治。她在阿雷格里港就讀南里奥格兰德天主教大学时，成为学生领袖，之后又成为全国学生会的副主席。后来，她加入了巴西共产党。她认为巴西应该消除贫困，让人们过上平等的生活，因此做出了投身政治的决定。
2004年，她成为阿雷格里港历史上最年轻的市议会议员。2006年，她以27万票当选联邦众议员，并在2010年以50万票再次当选，均打破了历史上的最高得票记录。有评论说，是达阿维拉的美貌帮助她赢得了这样的拥护。达阿维拉驳斥了这种说法。她说：“我当选是因为我是一个年轻国家的年轻候选人。这是一个认同感的问题。我在这方面是有经验的。”
达阿维拉曾两次竞选阿雷格里港市长。2008年，她首次参选，排名第三。2012年，第二次参选，排名第二，在第一轮选举中被民主工党的何塞·福尔图纳蒂击败。2014年，她当选为南里奥格兰德州议会议员，创造了那年巴西全国公职人员竞选的最高得票记录。
在2017年11月举行的巴西共产党代表大会上，达阿维拉被推举为代表巴西共产党在2018年巴西大选中竞选巴西总统的初步候选人。2018年9月11日，根据巴西共产党与劳工党达成的协议，达阿维拉成为劳工党总统候选人费尔南多·阿达的竞选搭档，转而竞选巴西副总统。费尔南多·阿达最终败给极右翼总统候选人雅伊尔·博索纳罗。
2007年，达阿维拉曾随巴西共产党的一个代表团访问中国。